# Berzocana
Berzocana è un comune spagnolo di 589 abitanti situato nella comunità autonoma dell'Estremadura.